# Edmond de Coussemaker
Charles Edmond Henri de Coussemaker, (častěji jen jako Edmond de Coussemaker, nebo latinsky Edmundus de Coussemaker, 19. dubna 1805 Bailleul – 10. ledna 1876 Lille), byl francouzský právník, muzikolog a etnolog odborník na frankoflanderskou kulturu.
Společně s Michaelem de Swaen a Marií Petytovou se zaměřoval zejména na propagaci nizozemské kultury ve Francii.

## Dílo
- Hucbald moine de St. Armand et ses traités de musique (1839–1841)
- Histoire de l'harmonie au Moyen Age (1852)
- Chants populaires des Flamands de France (1856)
- Les harmonistes des XII et XIII siècles (1864)
- Œuvres complètes du trouvère Adam de la Halle (1872)
- Scriptorum de musica medii aevi. . . . (4 sv.) (1864–1876)

## Zvukové dokumenty
- de Coussemaker, Edmundus. Romances et chansons. Maryse Collache, supranus; Damien Top, tenor; Eric Hénon, pianoforte. Symphonic Productions SyPr 041 2005.